# Murina recondita
Murina recondita — вид ссавців родини лиликових.

## Опис
Невеликих розмірів, з довжиною передпліччя між 28 і 31,3 мм.
Шерсть довга і простягається на лікті й коліна. Спинна частина від коричневого до жовтувато-коричневого кольору з основою волосся чорною і покрита довгим жовтим волоссям, а черевна частина біла з основою волосся чорною і живіт сіруватий. Морда вузька, видовжена, з ніздрями, що виступають. Очі дуже малі. Вуха широкі, добре розділені один від одного і з невеликим поглибленням вздовж задньої кромки. Козелки довгі й конічні. Крила прикріплені до задньої частини основи великого пальця клешні. Лапи маленькі і покриті волосками. Хвіст довгий.

## Проживання, поведінка
Цей вид відомий тільки на острові Тайвань. Він живе в лісах до 1400 метрів над рівнем моря, у виняткових випадках до 2200.
Харчується комахами.